# Посамар'я
Посамар'я, Присамар'я — географічна, етнокультурна й історична українська область (край), що вміщує сточище річки Самара (притока Дніпра).

## Опис
Займає схід Дніпропетровської області, захід Донецької області, північ Запорізької області.
Землі Посамар'я входили до Самарської паланки Запорозької Січі.
Присамар'я також відносять на Надпоріжжя.
Головними містами Посамар'я є Покровськ, Павлоград й Самар. Історичними центрами Посамар'я було руське (улицьке) городище на Ігренському острові (див. Пересічень), згодом бродницька Самарь, за козаччини — переміщена Самарь, й згодом Павлоград.
З давніх часів Новомосковськ (колишня Самара) був історичним центром Посамар'я. За часів Січі він був центром Самарської паланки, а за царату — Новомосковського повіту. Павлоград був центром Палоградського повіту.
Річкова мережа слугувала шляхом з Дніпра до Озівського й Чорного морів, що відомо з джерел про морські походи запорожців.
На теренах Посамар'я мешкає приблизно 1,2 млн осіб (у тому числі по 0,5 млн осіб у Дніпропетровській й Донецькій областях).

## Сучасні адміністративні формування Присамар'я

### Дніпропетровська область
- Самарівський район (без північної частини)
- Самар
- Павлоградський район
- Павлоград
- Шахтарське
- Синельниківський район (без західної частини)
- Тернівка

### Донецька область
- Великоновосілківський район
- Волноваський район (західна сторона)
- Вугледар
- Добропільський район (без східної частини)
- Добропілля
- Покровський район (без північно-східної частини)
- Покровськ
- Мар'їнський район
- Новогродівка
- Олександрівський район (без східної частини)
- Селидове
- Ясинуватський район

### Запорізька область
- Вільнянський район (північно-східний кут)
- Гуляйпільський район
- Куйбишевський район (північна сторона)
- Новомиколаївський район
- Пологівський район (північно-східний кут)
- Розівський район

### Харківська область
- Лозівський район (частково)